# Cammie King
Eleanore Cammack „Cammie“ King (* 5. August 1934 in Los Angeles, Kalifornien; † 1. September 2010 in Fort Bragg, Kalifornien) war eine US-amerikanische Schauspielerin und Synchronsprecherin.

## Leben
King spielte 1939 in dem Kinofilm Vom Winde verweht Bonnie Blue, die Tochter von Scarlett O’Hara und Rhett Butler. Die Rolle war eigentlich für ihre Schwester Diane vorgesehen, die bei Beginn der Dreharbeiten allerdings schon zu groß geworden war. Für den Film musste King reiten lernen. Obwohl sie nur eine Nebenrolle in dem Film hatte, war sie populär und hatte mehrere Fanclubs. Nach Vom Winde verweht arbeitete sie in der Filmbranche nur noch einmal als Sprecherin; sie sprach Feline in dem Disney-Zeichentrickfilm Bambi, der ebenfalls zu einem großen Klassiker der Filmgeschichte wurde.
Cammie King war Mutter zweier Kinder. Ihr Stiefvater Herbert Kalmus war der Gründer der wichtigsten Technicolor-Firma, die auch bei Vom Winde verweht am Set war. King starb am 1. September 2010 im Alter von 76 Jahren an Lungenkrebs.

## Filmografie
- 1939: Blondie Meets the Boss
- 1939: Vom Winde verweht (Gone with the Wind)
- 1942: Bambi – als Sprecherin